# 長崎総合科学大学
長崎総合科学大学（ながさきそうごうかがくだいがく、英語: Nagasaki Institute of Applied Science）は、長崎県長崎市網場町536番地に本部を置く日本の私立大学。1942年創立、1965年大学設置。大学の略称は長総大（ちょうそうだい）。地元では総科大（そうかだい）と呼ばれることが多い。

## 概要
長崎県長崎市日見地区にキャンパスがあり、「長崎総合科学大学附属高等学校（普通科）」が隣接する。
キャンパスは山側に「グリーンヒルキャンパス」（大学本部）、海側に「シーサイドキャンパス」（附属高等学校や総合グランド、新技術創成研究所学術フロンティアセンター）がある。
シーサイドキャンパス高校校舎は、旧長崎水族館を改築したもので長崎市「都市景観賞」を受賞している。1943年開校した川南造船専門学校が前身で、長崎造船短期大学を経て1965年長崎県内初めての私立大学として長崎造船大学が設置され、1978 年公募により「総合科学」を冠した現在の校名に変更された。
原子爆弾が落とされた町にあるということから、科学の平和利用を目的とした「長崎平和文化研究所」が早くから設立されている。

## 沿革
旧・川南造船専門学校・長崎造船専門学校
- 1942年（昭和17年）12月8日 - 財団法人 川南[1]高等造船学校の設立が認可される。
- 1943年（昭和18年）4月1日 - 長崎港外の香焼島に「川南高等造船学校」が開校。
  - 造船工学科と機械工学科を設置。初代校長には野中秀雄 が就任。
- 1944年（昭和19年）10月1日 - 「川南造船専門学校」に改称。
- 1945年（昭和20年）3月1日 - 「長崎造船専門学校」と改称。

旧・長崎造船短期大学
- 1950年（昭和25年）
  - 3月14日 - 長崎造船短期大学の設置が認可される。
  - 4月1日 - 「長崎造船短期大学」が開学。造船科（造船専攻・機械専攻）を設置。初代学長には安達一造が就任。
- 1951年（昭和26年）3月6日 - 財団法人長崎造船短期大学から学校法人長崎造船短期大学に法人組織を改編。
- 1961年（昭和36年）
  - 5月 - 香焼町から長崎市網場（あば）町に移転を開始。
  - 5月27日 - 大学1号館が完成。
- 1962年（昭和37年）
  - 3月 - 長崎市網場町への移転を完了。
  - 4月1日 - 機械専攻から機械科が分離される。電気科を増設。
  - 4月15日 - 大学本館が完成。

旧・長崎造船大学
- 1965年（昭和40年）
  - 3月20日 - 長崎造船大学の設置が認可される。
  - 4月1日 - 長崎造船大学が開学。4年制大学となる。工学部3学科（船舶工学科・電気工学科・建築学科）を設置。 初代学長には渡瀬正麿が就任。
  - 10月26日 - 大学5号館が完成。
- 1966年（昭和41年）4月4日 - 大学6号館が完成。
- 1968年（昭和43年）
  - 4月1日 - 機械工学部を設置。
  - 4月11日 - 大学7号館が完成。
- 1969年（昭和44年）1月9日 - 清水ヶ丘寮（男子寮）が完成。
- 1971年（昭和46年）4月14日 - 創立30周年を記念して大学9号館が完成。
- 1972年（昭和47年）4月1日 - 管理工学科を設置。
- 1973年（昭和48年）4月20日 - 大学10号館（附属図書館等）が完成。
- 1976年（昭和51年）4月1日 - 大学院 （工学研究科 修士課程 2専攻（構造工学専攻・流体工学専攻））を設置。
- 1977年（昭和52年）
  - 3月3日 - 大学4号館が完成。
  - 4月26日 -  大学3号館が完成。
  - 10月1日 - 環境科学研究所を開設。
  - 12月1日 - 長崎平和文化研究所を開設。

長崎総合科学大学
- 1978年（昭和53年）
  - 4月1日 - 留学生を対象とした別科日本語研修課程を設置。
  - 7月5日 - 「長崎総合科学大学」（現在名）と改称。
  - 12月18日 - 友生寮（女子寮）を開設。
- 1979年（昭和54年）9月15日 -  中国・哈爾浜船舶工程学院（現・哈爾浜工程大学）と学術交流友好協力関係を樹立。
- 1980年（昭和55年）10月1日 - 地域経済研究所を開設。
- 1981年（昭和56年）4月1日 - 工学基礎センターを開設。
- 1983年（昭和58年）4月1日 - 機械工学科に情報制御工学コースを開設。工学研究所を開設。環境科学研究所と地域経済研究所を統合し、地域科学研究所を開設。
- 1984年（昭和59年）
  - 4月1日 - 船舶工学科海洋コースと電気工学科電子工学コースを設置。
  - 9月5日 - 大学新1号館が完成。
- 1985年（昭和60年）3月9日 - 大学15号館（船舶試験水槽実験棟）が完成。
- 1988年（昭和63年）
  - 3月31日 -  大学17号館（情報科学センター）が完成。
  - 4月1日 - 工学基礎センターと電算機センターを統合し、情報科学センターを開設。
- 1989年（平成元年）4月1日 - 船舶工学科システム情報コースを設置。
- 1990年（平成2年）12月21日 - 船舶科・電気科・建築科・管理工学科において期間付入学定員の変更が認可される。
- 1991年（平成3年）12月20日 - 機械工学科において期間付入学定員の変更が認可される。
- 1995年（平成7年）8月 - 学内総合ネットワーク（LAN）を敷設。
- 1997年（平成9年）4月1日 - 工学研究科（大学院）に環境計画学専攻と電子情報学専攻を設置。
- 1998年（平成10年）
  - 4月1日 - 海洋スポーツ文化センターを開設。
  - 5月　- 集団赤痢が発生する
- 1999年（平成11年）7月21日 - 電気工学科を電気電子情報工学科に、管理工学科を経営システム工学科に改称。
- 2000年（平成12年）
  - 6月30日 -  中国・大連大学と学術・教育交流基本協定を締結。
  - 7月19日 -  中国・哈爾浜工程大学と学術・教育交流協定を締結。
- 2001年（平成13年）4月1日 - 人間環境学部環境文化学科を設置。2学部体制となる。
- 2002年（平成14年）
  - 3月20日 - 旧長崎水族館を改装し、人間環境学部校舎（シーサイドキャンパス）とする。
  - 4月1日 - 大学院工学研究科博士課程総合システム工学専攻を設置。新技術創成研究所を開設。
- 2003年（平成15年）2月11日 -  韓国・嶺南理工大学と交流協力協定を締結。
- 2004年（平成16年）
  - 4月 - 学術フロンティアセンターを開設。
  - 6月8日 -  韓国・学校法人仁徳学園と交流協力協定を締結。
  - 7月1日 - 学生生活支援センターを開設。
- 2005年（平成17年）
  - 2月28日 -  韓国・巨済大学と交流協力協定を締結。
  - 3月3日 -  中国・天津理工大学と交流協力協定を締結。
  - 4月1日 - 工学部機械工学科情報制御工学コースと経営システム工学科を統合・改組の上、情報学部知能情報学科・経営情報学科を設置。3学部体制となる。
- 2006年（平成18年）
  - 4月1日 - 大学院工学研究科修士課程の構造工学専攻と流体工学専攻を統合して、生産技術学専攻を設置。工学研究センターを新技術創成研究所に統合。
  - 月日不明 - 長崎総合科学大学生協解散[2]。
- 2007年（平成19年）
  - 4月1日 - 工学部電気電子情報工学科を電気電子工学科に改称。医療電子コースを設置。
  - 6月20日 - 長崎市と産業振興に係る連携協定に調印。
- 2008年（平成20年）
  - 4月1日 - 工学部基礎教育センター・共通教育センター・言語教育センターを統合し、共通教育センターに改称。
  - 8月1日 - 産官学連携センターを開設。
- 2009年（平成21年）
  - 4月1日 - 工学部建築学科と人間環境学部環境文化学科を改組し、環境・建築学部人間環境学科および建築学科を設置。
  - 4月5日 - 大学生専用スクールバス（長崎線・諫早線）の運行を開始。
- 2010年（平成22年）
  - 4月1日 - 学習支援センターを開設。
  - 6月22日 - 長崎県と人材育成の連携協力協定を締結。
  - 10月12日 - 長崎県中小企業団体中央会と産学連携に関する包括協定を締結。
- 2012年（平成23年）4月1日 - 環境・建築学部建築学科住居学コースを環境・建築学部建築学科住居デザインコースへ改称。
- 2014年4月1日 - 工学部、情報学部、環境・建築学部を改編し、工学部工学科、総合情報学部総合情報学科を設置。
- 2021年4月1日 - 産官学連携センターを発展的に改組し、オープンイノベーションセンター（略称: NOIC）を設置。

## 教育および研究

### 組織

#### 学部
2学部（2014年〈平成26年〉4月時点）
- 工学部
  - 工学科 - 船舶工学コース・機械工学コース・建築学コース・電気電子工学コース・医療工学コース

- 総合情報学部
  - 総合情報学科 - 知能情報コース・マネジメント工学コース・生命環境工学コース

#### 改編前の学部
3学部（2013年〈平成25年〉3月まで）
- 工学部
  - 船舶工学科
  - 機械工学科
  - 電気電子工学科 - 電気電子工学コース・医療電子コース

- 情報学部
  - 知能情報学科
  - 経営情報学科

- 環境・建築学部
  - 人間環境学科 - 2年次より環境技術コースと地域共生コースの2コースに分かれる。
  - 建築学科 - 住居デザインコース

#### 大学院
- 工学研究科
  - 博士前期課程
    - 生産技術学専攻
    - 環境計画学専攻
    - 電子情報学専攻

  - 博士後期課程
    - 総合システム工学専攻

#### 附置研究所
- 地域科学研究所
  - 1977年10月開設の環境科学研究所（初代所長：相澤龍、所報『環境論叢』）と、1980年10月開設の地域経済研究所（初代所長：佐野専一、所報『地域経済研究所研究所報』）とが、1983年4月に統合設立された。所報は『地域論叢』。
    - 地域経済部門
    - 地域環境部門
    - 地域国際理解部門

- 長崎平和文化研究所
  - 1977年12月に、科学技術・文化の全面的な総合的追求、人間と自然とのもっとも豊かな調和と共存のために設立された。所報は『平和文化研究』。
  - 第一部門（平和と科学技術）
  - 第二部門（平和文化と思想）
  - 第三部門（被爆被害と核軍備問題）

- 大学院新技術創成研究所
  - 民間企業からの受託研究受入のために設置されていた工学研究所（1983年4月開設、初代所長　佐野専一）に加えて、2002年4月、先端科学による産学官連携活動の推進、新技術の創出と新事業の創成を目的に設立（初代所長：難波進〈大阪大学名誉教授〉）され、後に工学研究所が統合された。所報は「創見創新」。
  - 環境・エネルギー部門
  - 電気電子情報部門
  - 海洋・複合新技術部門
  - 基礎科学部門
  - 海洋エネルギー研究センター
  - AI応用研究センター

#### 共通施設
- オープンイノベーションセンター
- 情報科学センター
- 保健センター
- 海洋スポーツ文化センター
- 学生生活支援センター
- 学習支援センター

### 研究
- 文部科学省学術フロンティア推進事業（2003年 - 2007年）

採択課題『環境エネルギーの創成と高度利用技術に関する研究』
- 研究テーマ1：バイオマスのクリーンガス化基盤技術の開発
- 研究テーマ2：Li電池・燃料電池・ガス吸蔵用高機能ナノカーボン開発
- 研究テーマ3：高度システム応用技術の開発

- 農林水産省「農林バイオマス3号機」開発事業（2004年 - ）
- 長崎県『先端的医療・創薬の開発に向けた細胞・生体機能等シミュレーション研究拠点事業』（2007年）
- 文部科学省事業：都市エリア産学官連携促進事業（2003年 - 2005年）
- 文部科学省事業：都市エリア産学官連携促進事業（発展型）（2008年 - 2010年）

「予防在宅・医療システムの開発と検証」
- 文部科学省『緑の知の拠点』事業（2011年 - 2013年）

「次世代グリーンエネルギーデバイスのシミュレーションモデル化と学内マイクログリッドを用いた評価・検証試験」
- 厚生労働省「ながさき海洋・環境産業雇用創造プロジェクト」（2013年 - 2015年）

熟練技能継承のための教育シミュレーションシステムの開発

## 対外関係
- 川棚町
- 長崎県中小企業団体中央会

## 他大学との関係

### 国際・学術交流等協定校
- 哈爾浜工程大学　（2000～2021年）
- 大連大学
- 天津理工大学
- 江蘇科技大学 蘇州理工学院
- 嶺南理工大学
- 巨済大学

## 学生生活
体育会
- 弓道部
1980年代後半に全日本学生弓道選手権（当時日本武道館開催）では決勝へ進出した。
1992年にはベスト16まで進出している。
一号館裏手に、4人立ちの弓道場がある。道場を持たない他大学にくらべ、練習環境は恵まれている。2019年度は活動していない。
- ヨット部
- ペーロン部
- 準硬式野球部
- サッカー部
- フットサル部
- 新極真空手部
- バスケットボール部
- バドミントン部

## 交通アクセス
グリーンヒルキャンパス
所在地：長崎県長崎市網場町536
- JR長崎駅から、長崎県営バスに乗車して約30分、バス停「長総大前」で下車。そこから大学まで徒歩5分。
- 長崎空港から長崎総合科学大学までタクシーで約40分。

## 著名な出身者
- 城戸卓（俳優、中退）
- 金子昇（俳優）
- 小高山善廣（お笑い芸人、3フランシスコ）
- 中村享一（建築家）
- 水月昭道（心理学者）
- 日野友貴（プロサッカー選手）